# 安定 (大理)
安定（あんてい）は、雲南に興った後理国の段智興の時代に使用された元号。1195年 - 1200年。